# Slaget om Schloss Itter
Slaget om Schloss Itter utkämpades på västfronten under andra världskriget den 5 maj 1945 vid den lilla byn Itter i österrikiska Tyrolen, nära gränsen till Tyskland. Striden var en av två strider under kriget som tyska och amerikanska förband stred på samma sida. Den andra var Operation Cowboy. 
Det fanns tyska krigsfångar i Schloss Itter som vid krigsslutet utgjordes av en blandad skara ur den franska samhällseliten. De fruktade för sina liv när de siktade en tysk fiendestyrka som började anlända till området i transportfordon, uppenbarligen från 17. SS-Panzergrenadier-Division.
Fångarna hade organiserat ett försvar av slottet och blev undsatta av en handfull amerikanska infanterister, en stridsvagn samt ett dussin tyska soldater under ledning av en Wehrmachtmajor som hade bytt sida. SS-soldaternas anfall avvärjdes med hjälp av ytterligare en amerikansk undsättningsstyrka.